# Гікорі Тауншип (округ Лоуренс, Пенсільванія)
Гікорі Тауншип (англ. Hickory Township) — селище (англ. township) в США, в окрузі Лоуренс штату Пенсільванія. Населення — 2320 осіб (2020).

## Демографія
Згідно з переписом 2010 року, у селищі мешкало 2470 осіб у 1010 домогосподарствах у складі 716 родин. Було 1066 помешкань
Расовий склад населення:
| - 98,4 % — білих - 0,4 % — чорних або афроамериканців - 0,4 % — азіатів - 0,1 % — корінних американців |

До двох чи більше рас належало 0,4 %. Частка іспаномовних становила 0,5 % від усіх жителів.
За віковим діапазоном населення розподілялося таким чином: 21,6 % — особи молодші 18 років, 58,8 % — особи у віці 18—64 років, 19,6 % — особи у віці 65 років та старші. Медіана віку мешканця становила 46,0 року. На 100 осіб жіночої статі у селищі припадало 96,7 чоловіків;  на 100 жінок у віці від 18 років та старших — 92,0 чоловіків також старших 18 років.
Середній дохід на одне домашнє господарство  становив 65 207 доларів США (медіана — 50 848), а середній дохід на одну сім'ю — 72 809 доларів (медіана — 59 750). Медіана доходів становила 47 054 долари для чоловіків та 35 724 долари для жінок. За межею бідності перебувало 7,2 % осіб, у тому числі 13,0 % дітей у віці до 18 років та 3,6 % осіб у віці 65 років та старших.
Цивільне працевлаштоване населення становило 1204 особи. Основні галузі зайнятості: освіта, охорона здоров'я та соціальна допомога — 32,1 %, виробництво — 15,5 %, роздрібна торгівля — 11,5 %, науковці, спеціалісти, менеджери — 8,2 %.